# 鄭貞仲
鄭貞仲，字子正，福建閩縣（今屬福州市）人。明初官員。

## 生平
洪武四年（1371年）辛亥，明朝首開會試，鄭貞仲考中吴伯宗榜三甲進士。官河南浚县縣丞。